# Brandenburg (Kentucky)
Brandenburg település az Amerikai Egyesült Államok Kentucky államában. Meade megyében, melynek megyeszékhelye is. Lakosainak száma 2894 fő (2020. április 1.).

## Népesség
A település népességének változása:
| Lakosok száma | 2049 | 2643 | 2894 |
|               | 2000 | 2010 | 2020 |